# Substanța M
Substanța M (1977) (titlu original A Scanner Darkly) este un roman al scriitorului american Philip K. Dick, câștigător al premiului BSFA. Povestea semi-autobiografică se petrece în iunie 1994, în distopicul Orange County, California și include o portretizare extensivă a culturii și folosirii drogurilor (atât recreativ, cât și abuziv). 

## Intriga
Protagonistul este Bob Arctor, membrul unei case de consumatori de droguri, care trăiește viața paralelă a lui Fred, un agent de poliție sub acoperire desemnat să spioneze casa lui Arctor. Arctor/Fred își ascunde identitatea de consumatorii de droguri și chiar de poliție. (Cerința ca agenții care se ocupă de narcotice să rămână anonimi, pentru a evita complotul și alte forme de corupere, devine unul dintre lucrurile critice ulterior în roman). În timp ce se presupune că doar pozează în consumator de droguri, Arctor devinde dependent de "Substanța M" (numită și "Moartea Lentă," "Moartea" sau "M"), un drog psihoactiv puternic. Unul dintre conflictele care se derulează este acela al iubrii lui Actor pentru Donna, o traficantă de droguri prin care el încearcă să descopere traficanții de Substanță M de la nivelurile superioare. Folosirea continuă a drogului de către Arctor va cauza funcționarea independentă a celor două emisfere ale creierului său, într-un soi de "competiție". Folosind o serie de teste psihologice, superiorii lui Arctor descoperă că dependența sa l-a făcut incapabil să-și mai desfășoare munca de agent al departamentului de narcotice. Când Arctor începe să arate simptomele renunțării la Substanța M, Donna îl duce la o clinică de reabilitare numită Noua-Cale. Se dovedește astfel că Donna a fost tot timpul un agent de narcotice, lucrând ca parte a unei operațiuni a poliției de a se infiltra în Noua-Cale și de a-i afla sursele de finanțare. Fără știrea lui, Arctor a fost ales să se infiltreze în organizația secretă.
Ca parte a programului de reabilitare, lui Arctor i se schimbă numele  în "Bruce" și este obligat să participe la un joc de grup dinamic și crud care are ca scop distrugerea voinței pacienților. Povestea se termină cu "Bruce" lucrând la o fermă a Noii-Căi, unde suferă de pe urma unei grave deficiențe neurocognitive determinată de renunțarea la Substanța M. Deși este considerat de supraveghetorii săi doar un corp umblător, "Bruce" reușește să zărească rânduri de flori albastre ascunse în lanurile de porumb, realizând că acestea sunt Mors ontologica, sursa Substanței M. Sfârșitul cărții ni-l prezintă pe Bruce ascunzând o floare în pantof pentru a o da "prietenilor" săi – agenți de poliție sub acoperire care pozează în dependenți veniți la reabilitare la sediul Noii-Căi din Los Angeles – de Ziua Recunoștinței.

## Natura autobiografică
Substanța M este o ficțiune bazată pe evenimente reale, prin care Dick a trecut în perioada culturii drogurilor din anii '70. Dick a afirmat într-un interviu: "Tot ce apare în Substanța M am văzut cu adevărat".
Între mijlocul anului 1970 (când l-a părăsit a patra lui soție, Nancy) și mijlocul anului 1972 (când a intrat în programul X-Kalay program) Dick a trăit comun în rotație cu membri unui grup de drogați tineri în casa sa din Marin County. Dick a explicat: "Soția mea, Nancy, m-a părăsit în 1970... M-am încurcat cu o serie de oameni ai străzii, doar pentru a avea pe cineva care să umple casa. M-a lăsat într-o casă cu patru dormitoare și două băi în care eram doar eu. Așa că am umplut-o cu oameni ai străzii și m-am încurcat cu o serie de oameni care făceau afaceri cu droguri".
În timpul acestei perioade, autorul a încetat complet să scrie, devenind dependent de amfetamine, pe care le va folosi cu intermitențe mulți ani de atunci încolo. "Ani de zile am luat amfetamine pentru a fi capabil să realizez 68 de pagini definitive pe zi", a afirmat Dick.
Personajul Donna a fost inspirat de o adolescentă care i-a devenit asociată prin 1970. Deși nu au fost niciodată amanți, ea a fost principala lui companie feminină până la începutul lui 1972, când Dick a plecat în Canada pentru a ține un discurs la conferința science fiction din Vancouver. Acest discurs, "The Android and the Human", a stat la baza multor teme recurente din romanul care a urmat. Alt moment de cotitură pentru Dick l-a constituit jefuirea casei și furtul hârtiilor sale.
Datorită experienței sale "la prima mână", Dick surprinde cu o rară limpezime limbajul, conversația și cultura utilizatorilor de droguri din anii '60. Acest lucru este explicat în mișcătoarea postfață în care Dick dedică romanul acelora dintre prieteni - incluzându-se aici și pe el - care au suferit de debilitate sau au murit din cauza consumului de droguri. Involuntarele momente de bun rămas de pe întreaga durată a cărții sunt ca o oglindă a epilogului - permanenta ruinare și distrugere a celor care au trăit împreună cu Dick în acei ani. 
În postfață, el afirmă că romanul este despre "unii oameni care au fost pedepsiți mult prea dur pentru ceea ce au făcut" (referindu-se la efectele devastatoare disproporționate ale drogurilor asupra consumatorului) și că "consumul excesiv de droguri nu e o boală, ci o decizie, similară celei de a păși în fața unei mașini care gonește pe drum".
După susținerea discursului "The Android and the Human", Dick a devenit unul dintre participanții programului de recuperare canadian X-Kalay, convingându-i fără efort pe cei care lucrau la el că este vorba despre un caz de dependență de heroină. Participarea lui la programul de recuperare a fost portretizată în cartea din 1988 The Dark-Haired Girl (o culegere de scrisori și jurnale din acea perioadă, majoritatea de natură romantică). Probabil că aceasta a fost sursa faptului că portretizarea literară a clinicii a fost plină de viață și acuratețe. În timp ce făcea publicitate clinicii, i-a venit ideea unui centru de reabilitare folosit în secret pentru a cultiva droguri (de unde s-a inspirat pentru crearea clinicii Noua-Cale din carte).

## Procesul scrierii și al publicării
Substanța M a fost unul dintre puținele romane ale lui Dick care a avut o perioadă de gestație lungă. În februarie 1973, într-o încercare de a dovedi că efectul abuzului de amfetamine fusese doar psihosomatic, autorul, curat și treaz, avea deja terminat un cadru complet.  Prima ciornă a fost în lucru în martie. Această muncă a fost înlocuită curând de o nouă familie și de terminarea romanului Flow My Tears, The Policeman Said (lăsat neterminat în 1970), care a fost lansat în 1974 și a primit prestigiosul premiu John W. Campbell pentru "Cel mai bun roman". La începutul lui 1974, experiențele mistice constituiau și ele o preocupare a lui Dick, servind ca bază pentru VALIS și jurnalul nepublicat Exegesis, un scenariu pentru o ecranizare nerealizată a romanului Ubik, o lectură ocazională și colaborarea cu Roger Zelazny la Deus Irae.
Din cauza naturii sale semi-autobiografice, unele pasaje din roman au fost dificil de scris. Tessa Dick, pe atunci soția lui Philip, declara la un moment dat că își găsea deseori soțul plângând la răsăritul soarelui, după o lungă sesiune nocturnă de scris. Tessa a dat interviuri în care a declarat că "atunci când era cu mine, a scris Substanța M [în] mai puțin de două săptămâni. Dar a petrecut trei ani revizuind textul" și că ea era "destul de implicată în procesul scrierii [la Substanța M]." În interviurile date ulterior, Tessa a confirmat că ea a "participat la scrierea Substanței M" și a spus că ea se "consider[ă] co-autorul din umbră". Philip a redactat un contract prin care îi ceda Tessei jumătate din drepturile romanului, lucru care confirmă că Tessa "a participat în mare măsură alături de mine la creionarea și scrierea romanului Substanța Mși îi datorez jumătate din toate câștigurile pe care le va aduce".
Una dintre provocări a fost transpunerea evenimentelor într-un cadru "science fiction", deoarece Dick nu credea că va putea vinde un roman mainstream. Un ajutor neprețuit în această direcție l-a primit de la Judy-Lynn del Rey, șefa diviziei SF de la Ballantine Books, care cumpărase drepturile pentru carte. Del Rey a sugerat schimbarea anului în 1994 și a ajutat la accentuarea elementelor futuriste ale romanului. Totuși, multe dintre dialogurile personajelor se poartă în argoul hippie, arătând că "adevărata" perioadă de timp a evenimentelor romanului este 1970–72. Dick i-a permis lui Del Rey să revizuiască împreună cu el cartea, pagină cu pagină, "învățându-mă cum să scriu" și "[ajutându-mă] să-i dau acestei cărți o formă mai plauzibilă". Dick a numit-o pe Del Rey "o maestră a meșteșugului".
După publicarea sa în 1977, Substanța M a fost aclamată de American Library Association ca fiind "cea mai bună carte a lui de până acum!" Brian Aldiss a lăudat-o ca fiind "cea mai bună carte a anului", în timp ce Robert Silverberg a apreciat "intensitatea demonică" a romanului și a catalogat-o ca "un fel de capodoperă". Vânzările au fost obișnuite pentru genul SF din America, dar în Europa (unde toate cărțile lui Dick au fost primite cu căldură) au fost lansate ediții hardcover.
Nu a primit nici premiul Nebula, nici Hugo, ci premiul britanic BSFA (1978), și cel francez Graouilly d'Or (după publicarea în Franța, în 1979). În 1978 a fost nominalizat la premiul Campbell.

## Titlu
Titlul original al romanului, A Scanner Darkly, este inspirat de expresia Through a Glass Darkly (română într-o oglindă, în chip întunecos) din ediția în engleză a Bibliei, 1 Corinteni 13: 11-12.
„Când eram copil, vorbeam ca un copil, simțeam ca un copil, gândeam ca un copil; când m-am făcut om mare, am lepădat ce era copilăresc. Acum, vedem ca într-o oglindă, în chip întunecos; dar atunci, vom vedea față în față. Acum, cunosc în parte; dar atunci, voi cunoaște deplin, așa cum am fost și eu cunoscut pe deplin.”—1 Corinteni 13: 11-12

## Adaptări

### Film
Filmul animat A Scanner Darkly a fost autorizat de deținătorii drepturilor de autor ale lui Dick. A fost lansat în iulie 2006 și îi are în distribuție pe Keanu Reeves în rolul lui Fred/Bob Arctor și pe Winona Ryder în rolul Donnei. Robert Downey Jr. și Woody Harrelson sunt co-locatarii drogați ai lui Arctor. Filmul a fost regizat de Richard Linklater.

### Carte audio
O versiune audio a Substanței M a fost lansată în 2006 pentru a coincide cu lansarea ecranizării. Cartea audio, în lectura lui Paul Giamatti, este neprescurtată și rulează 9,5 ore, ocupând 8 CD-uri. Versiunea folosește posterul filmului ca și copertă.

## Traduceri în limba română
- 2007 - Substanța M, ed. Nemira, colecția "Nautilus", traducere Ana-Veronica Mircea, 352 pag., ISBN 978-973-569-944-4
- 2014 - Substanța M, ed. Nemira, colecția "Nautilus", traducere Ana-Veronica Mircea, 288 pag., ISBN 978-606-579-860-1